# Nothing to My Name
Nothing to My Name (chinois : 一无所有 ; pinyin : Yīwúsuǒyǒu) est une chanson rock en mandarin de 1986 de Cui Jian. Elle est largement considérée comme l'œuvre la plus célèbre et la plus importante de Cui et comme l'une des chansons les plus influentes de l'histoire de la république populaire de Chine, à la fois comme un point de départ dans le développement de la musique rock chinoise et comme une sensation politique. La chanson a été l'hymne officieux de la jeunesse et des militants chinois pendant les manifestations et le massacre de la place Tian'anmen en 1989.
Tant dans ses paroles que dans ses instruments, la chanson mélange des styles traditionnels chinois avec des éléments de rock moderne. Dans les paroles, l'orateur s'adresse à une fille qui le méprise parce qu'il n'a rien. Cependant, la chanson a également été interprétée comme une chanson sur la jeunesse dépossédée de l'époque, car elle évoque un sentiment de désillusion et de manque de liberté individuelle qui était commun à la jeune génération des années 1980.

## Contexte historique
À la fin des années 1970, la musique rock occidentale gagnait en popularité en Chine continentale. Après la fin de la révolution culturelle au milieu des années 1970 et le début d'une période de réforme économique, de nombreux étudiants et hommes d'affaires se sont rendus à l'étranger et ont ramené de la musique occidentale. Des chanteurs chinois ont commencé à reprendre des chansons populaires de rock occidental.
Dans le même temps, la société et le gouvernement chinois abandonnaient rapidement le maoïsme et promouvaient des politiques économiques plus axées sur le capitalisme. De nombreux adolescents et étudiants chinois commençaient à perdre leurs illusions vis-à-vis de leur gouvernement, qui, selon eux, avait abandonné ses idéaux. En raison des changements économiques rapides, beaucoup d'entre eux avaient l'impression de ne pas avoir d'opportunités ni de liberté individuelle. Ces développements ont constitué le contexte dans lequel Nothing to My Name est apparu en 1986.

## Musique et paroles

### Style musical
Cui Jian a été fortement influencé par des artistes occidentaux tels que Bob Dylan, The Beatles, les Rolling Stones et les Talking Heads ; à la fin des années 1980, il s'est même produit avec une coiffure inspirée de celle de John Lennon. Dans Nothing to My Name et d'autres chansons, il a intentionnellement modifié les sons des instruments de musique traditionnels chinois en les mélangeant avec des éléments de musique rock, en particulier l'arrangement du solo de suona — plutôt que de la guitare électrique — dans la ritournelle jouée par Liu Yuan. Il a également volontairement dissocié son style musical des chants révolutionnaires et des opéras prolétariens qui étaient courants sous le président Mao Zedong pendant la révolution culturelle. Par exemple, il jouait sa musique très fort, jusqu'à 150 décibels, simplement parce que Mao considérait que la musique forte était un facteur de perturbation de l'ordre social.
En ce qui concerne le genre, la chanson est souvent considérée comme la première œuvre du Xibeifeng (en), un style musical des années 1980 originaire du nord-ouest de la Chine, basé sur la musique folklorique traditionnelle Shaanbei. Cui lui-même, cependant, considère la chanson comme du pur rock and roll,.

### Paroles et signification
Les interprétations du sens de la chanson varient d'un auditeur à l'autre ; certains y voient une chanson sur l'amour et le désir, tandis que d'autres y voient une métaphore politique, les paroles s'adressant autant à la nation chinoise qu'à une petite amie,,. L'ethnomusicologue Timothy Brace a décrit cette analyse commune des paroles de la chanson comme « refondant le cadre de ce morceau, de celui d'un garçon parlant à sa petite amie à celui d'une jeune génération s'adressant à la nation dans son ensemble ». L'ambiguïté est renforcée par la structure du titre 一无所有 (yī wú suŏ yŏu), un chengyu idiomatique. Il signifie littéralement « ne rien avoir » et n'a pas de sujet grammatical. Par conséquent, il peut être interprété comme signifiant « je n'ai rien » (ce qui implique qu'il s'agit d'une chanson sur deux personnes), ou « nous n'avons rien » (en le comprenant comme un commentaire social),. De plus, le pronom de première personne 我, tel qu'il est utilisé dans les paroles, peut se référer soit à « je », soit à « nous ».
Le narrateur de la chanson craint que la fille à laquelle il s'adresse ne l'ignore parce qu'il n'a rien à lui donner ; de même, le public de la chanson dans les années 1980 — les jeunes étudiants et les travailleurs — souffrait également du manque de ressources pour se marier, pour être avec leurs petites amies et leurs petits amis, ou pour attirer les membres du sexe opposé. Les paroles expriment également les concepts occidentaux de l'individualisme, et ont été parmi les premières paroles de chansons populaires en Chine à promouvoir l'auto-expression et l'autonomisation. Cela contraste fortement avec la musique plus ancienne, qui mettait l'accent sur la conformité et l'obéissance. Plus loin dans la chanson, le narrateur annonce avec assurance à la jeune fille qu'il va lui « attraper les mains » (« 我要抓起你的双手 ») et qu'elle partira avec lui (« 你这就跟我走 »), il suggère à la fin qu'elle peut aimer le fait qu'il n'ait rien (« 莫非你是正在告诉我/你爱我一无所有 »). D'un certain point de vue, cela suggère que la chanson parle de « l'amour qui conquiert tout », mais cette phrase a également été interprétée comme menaçante et suggérant un mélange peu orthodoxe et « dionysiaque » d'amour et d'agression.
Compris comme un commentaire social, la substitution du « nous » et le remplacement de chaque « vous » par le Parti communiste font que la chanson devient une réponse ironique aux paroles chinoises de L'Internationale:

« Slaves rise up, rise up!
We cannot say that we have nothing [一无所有; yīwúsuŏyŏu]
We will be masters of all under heavens. »

— L'Internationale

## Sortie et impact

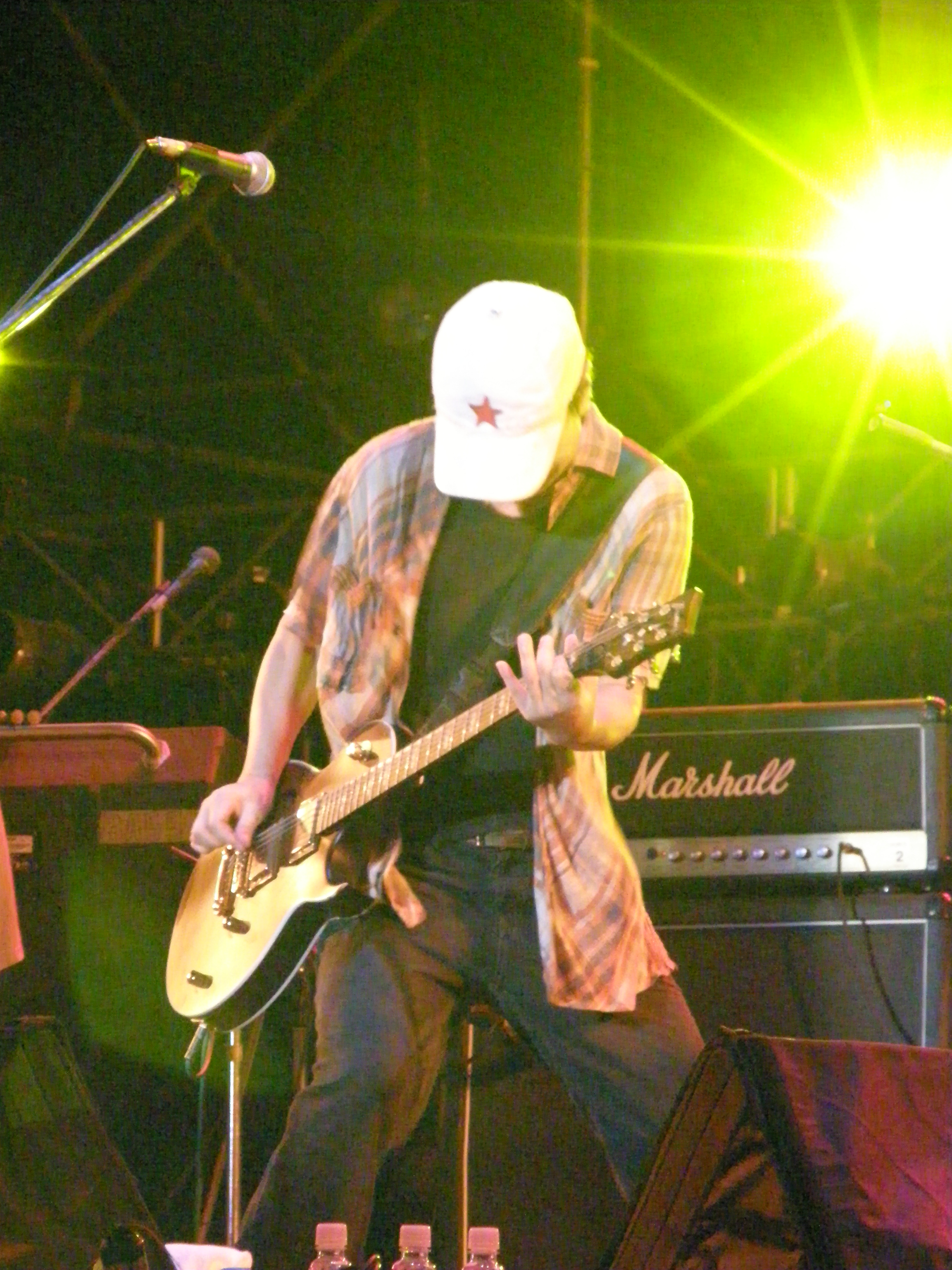
Cui Jian

Cui a écrit lui-même Nothing to My Name et l'a interprétée pour la première fois lors d'un concours musical télévisé en mai 1986, avec son groupe ADO (en),,. La chanson a connu un succès immédiat, créant un buzz et faisant de Cui une figure culte parmi la jeunesse urbaine,. C'est l'un des premiers exemples de musique rock and roll chinoise, par opposition à la musique importée, à avoir gagné en popularité en Chine. Le journal du Comité central du Parti communiste chinois, le Quotidien du peuple, a donné une évaluation positive de la chanson, malgré son message politiquement sensible. La chanson fut incluse dans l'album Rock 'n' Roll on the New Long March (en) (1989) de Cui, publié par la China Tourism Sound and Video Publishing Company (La version de l'album publiée à l'étranger s'intitulait Nothing to My Name). En 1989, elle était devenue un « chant de lutte » ou un « hymne » au sein du mouvement de jeunesse.
Cui a interprété la chanson en direct lors des manifestations de la place Tian'anmen en 1989,. Les prestations de Cui et d'autres artistes rock pendant les manifestations ont été décrites comme « quelques jours révolutionnaires qui ont ébranlé une nation », et de nombreux manifestants ont chanté Nothing to My Name pour exprimer leur rébellion contre le gouvernement et leur désir de liberté personnelle et d'expression. Brace décrit comment, pendant le concert de Cui à Tian'anmen, les étudiants « se sont levés d'un bond et ont commencé à chanter », ce qui était rarement arrivé lors de concerts en Chine auparavant. Peu de temps après Tian'anmen, Cui fut contraint de jouer dans de petites salles ; il n'a plus joué devant un large public à Pékin jusqu'en 2005.
Une traduction en anglais de la chanson est incluse dans l'anthologie de 2016 The Big Red Book of Modern Chinese Literature (en), aux côtés de poèmes et de nouvelles contemporaines d'éminents auteurs chinois.
Cui est devenu le « père du rock chinois », et Nothing to My Name est devenue sa chanson la plus célèbre,. Elle est décrite comme « le plus grand succès de l'histoire de la Chine », et comme le début du rock chinois.